# Iran Air
Iran Air es la aerolínea de bandera de Irán. Su acrónimo Homa (en persa: هما‎) deriva de dos fuentes: las letras iniciales del nombre en persa: هواپیمایی ملی ایران‎ Havapeyma'i-ye Melli-ye Iran; y Homa, un grifo de la mitología persa. Opera servicios regulares a 39 destinos y vuelos chárter a 5 destinos. Sus principales bases de operaciones son el Aeropuerto Internacional Imán Jomeini y, para vuelos de cabotaje desde 2007, el Aeropuerto Internacional de Mehrabad, ambos en Teherán. 
Su código IATA es IR, su código OACI es IRA, y su indicativo es IRANAIR.

## Historia

### Formación
En mayo de 1944, un grupo de empresarios constituyó la primera aerolínea de bandera de Irán bajo el nombre de Iranian Airways Company. Las operaciones cubrieron destinos domésticos y regionales, y servicios de carga, además de un servicio semanal de transporte de carga a Europa. La flota consistía en un principio en un Douglas DC-3, al que se le agregarían un Douglas DC-4 y un Vickers Viscount con posterioridad. En 1954, la aerolínea privada PAS-Persian Air Services fue establecida, el cual inicialmente operó únicamente servicios de transporte de carga, al que se le sumó un servicio de transporte de pasajeros entre Teherán y otras ciudades importantes en Irán. En 1960, PAS inició servicios a varios destinos europeos , incluyendo Ginebra, París, Bruselas y Londres, utilizando una aeronave DC-7C, alquilada a Sabena.
El 24 de febrero de 1962, Iranian Airways y PAS se fusionaron para formar Iran National Airlines Corporation, conocida como Iran Air. Fue un emprendimiento del sector público que combinó activos y pasivos de las dos aerolíneas predecesoras. Entre las aeronaves utilizadas figuraban Avro York, Douglas DC-3, Douglas DC-6 y Vickers Viscount. La aerolínea pasó a ser un miembro pleno de la IATA en 1964.

### Años dorados
En 1965, Iran Air recibió su primer aeronave jet, un Boeing 727-100, seguido por un Boeing 737-200 en 1971, un Boeing 727-200 en 1974, y tres variantes del Boeing 747 (747-100, -200 y SP) a partir de 1975. Para mediados de la década de 1970, Iran Air estuvo sirviendo a varias ciudades importantes de Europa, con vuelos sin escala o con una única escala (por ejemplo, había más de 30 vuelos semanales a Londres).
El 8 de octubre de 1972, Iran Air realizó un pedido a British Aircraft Corporation por dos Concorde con opción a uno adicional. Estas órdenes fueron canceladas en abril de 1980 debido a la Revolución Islámica de Irán, la que la convirtió en la última aerolínea en cancelar sus pedidos de Concorde.
El 29 de mayo de 1975, la ruta Teherán-Londres-Nueva York fue inaugurada con Boeing 707, reemplazados por los Boeing 747 y 747SP. En 1978, la aerolínea adquirió seis aeronaves Airbus A300B4 para utilizarlos en sus rutas nacionales troncales y rutas regionales de mayor tráfico. Para fines de ese año, Iran Air estuvo sirviendo treinta y un destinos internacionales, que la conectaban con ciudades tan lejanas como Nueva York, Tokio y Pekín. En su momento hubo planes para ofrecer servicios directos a Los Ángeles y a Sídney, para los cuales sus aeronaves de largo alcance Boeing 747SP eran ideales. Esto le hubiese permitido a Iran Air utilizar a Teherán como un punto medio apropiado para el tráfico entre el Oriente y el Occidente, dada la ubicación geográfica favorable de su base de operaciones. Sin embargo, este plan nunca llegó a concretarse. 
Para fines de 1972, Iran Air fue la aerolínea de más rápido crecimiento en el mundo, y una de las más rentables. En 1976, Iran Air ocupó el segundo lugar, detrás de QANTAS de Australia, como la más segura del mundo, no habiéndose registrado accidentes durante al menos 10 años consecutivos. Aunque ambas aerolíneas no tuvieron accidentes, Iran Air ocupó el segundo lugar sólo porque tenía menos horas de vuelo en comparación con QANTAS. Previo a este ranking, una accidente fatal había ocurrido el 25 de diciembre de 1952, en el cual 27 de los 29 pasajeros a bordo fallecieron, luego de que su Douglas DC-3 se estrellara durante una maniobra de aterrizaje.

### Tras la Revolución Islámica
Al iniciarse la Revolución Islámica de Irán, Iran Air empezó a reorganizar sus operaciones internacionales el 26 de febrero de 1979, suspendiendo servicios a varios destinos internacionales. Teherán fue designada como la única puerta de entrada oficial a Irán, mientras que Shiraz podía ser utilizada como alternativa, sólo en caso de requerimientos operacionales. Todas las otras ciudades en Irán perdieron su estatus internacional.
La última partida desde Nueva York fue el 7 de noviembre de 1979. El último vuelo regular desde Teherán a Nueva York, el 8 de noviembre de 1979, fue desviado a último momento desde el Aeropuerto Internacional John F. Kennedy de Nueva York a Montreal, debido a un repentino embargo impuesto por las autoridades de Estados Unidos. Subsecuentemente, los Boeing 747SP empezaron a ser utilizados extensivamente en sus rutas europeas y asiáticas. En 1980, el primero de seis nuevos Airbus A300-B2K se sumó a la flota. 
Luego de iniciada la guerra entre Irán e Irak en septiembre de 1980, los vuelos de cabotaje e internacionales de Iran Air estuvieron a menudo sujetos a cancelaciones e irregularidades, en sintonía con la situación cambiante de tiempos de guerra. Esto continuó hasta agosto de 1988, cuando empezó a regir un acuerdo por el cese al fuego. Inmediatamente después del inicio de la guerra, Abadán, la puerta de acceso a la región productora de petróleo de Irán, perdió todas sus conexiones aéreas debido a que el aeropuerto tuvo que ser clausurado.
En 1981 la denominación oficial de la aerolínea cambió a "The Airline of the Islamic Republic of Iran". Iran Air transportó 1,7 millones de pasajero aquel año. En 1990, el primero de seis Fokker 100 se sumaron a la flota, y los cinco restantes fueron incorporándose con posterioridad. En el 2001, la aerolínea adquirió seis aeronaves Airbus A310 de segunda mano (cinco de la serie -200 y uno de la serie -300) debido a que las autoridades estadounidenses bloquearon la proyectada compra de nuevos Airbus A330. En el 2005, la aerolínea compró otros dos Airbus A300-600 de Olympic Airlines. Debido a la creciente tensión entre los gobiernos iraní y norteamericano con respecto a los planes nucleares de Irán, el plan de suministrar repuestos o aeronaves Boeing para renovar la flota envejecida de Iran Air fue bloqueada por los Estados Unidos y miembros de la Unión Europea. Sin embargo, un nuevo acuerdo entre Irán y Estados Unidos a fines de 2006 modificó dicha situación y permitió una renovación de la flota de Iran Air.
Como resultado de los estrechos vínculos entre Irán y Venezuela, Iran Air inauguró una ruta de Teherán a Caracas vía Damasco en marzo de 2007. La aerolínea compartió código con Conviasa en el vuelo, y entre los pasajeros se encontraban turistas iraníes y venezolanos libaneses. El servicio era costoso de operar, dado que Iran Air utilizaba un Boeing 747SP, que consumía grandes cantidades de combustible. Además, la compañía tuvo que limitar el número de pasajeros en el vuelo de Damasco a Caracas, ya que la gran altitud y el calor impedían que el avión despegara con la cabina y los tanques de combustible llenos. Finalmente, Iran Air perdía más de 100.000 dólares estadounidenses por vuelo. En octubre de 2007, cedió la ruta a Conviasa.
Antes de la separación de Iran Air Tours de Iran Air en 2011, los Tupolev Tu-154 de fabricación rusa constituían la columna vertebral de la flota de la primera. Sin embargo, varios desastres sucesivos relacionados con este avión llevaron a la prohibición general de sus operaciones en 2011 por parte de aerolíneas iraníes, incluyendo Iran Air Tours. La flota de Tu-154 fue reemplazada gradualmente por MD-83 en el transcurso de unos meses.
Según el viceministro de Carreteras y Desarrollo Urbano de Irán, en 2014, Irán tenía más de 100 aviones, algunos de ellos propiedad de Iran Air, en tierra debido a la falta de acceso a nuevas piezas y a la experiencia técnica durante el período de sanciones.
El prolongado período en que Iran Air estuvo bajo sanciones internacionales y se le prohibió comprar repuestos y aviones nuevos provocó un drástico aumento en la edad promedio de su flota y un desplome en su historial de seguridad. En marzo de 2017, la edad promedio de la flota de Iran Air era de 24,1 años, aunque se prevé que esta cifra mejore con la incorporación de nuevas entregas. 
La deficiente puntualidad de Iran Air, al igual que la de la mayoría de las demás aerolíneas iraníes, ha generado indignación y frustración pública, lo que a menudo ha provocado protestas en forma de enfrentamientos violentos con los empleados de la aerolínea o sentadas en los aviones durante muchas horas tras el aterrizaje de un vuelo con un retraso considerable. Las autoridades suelen atribuir los retrasos a las sanciones económicas, aunque al menos un ideólogo prorrevolucionario ha citado "la ineficiencia y la mala gestión" como la principal causa del problema.

### Prohibición en la UE y problemas de reabastecimiento
El 5 de julio de 2010, un funcionario de aviación de Irán acusó al Reino Unido, Alemania y los Emiratos Árabes Unidos de negarse a reabastecer aviones de pasajeros iraníes. Esta medida se produjo tras las sanciones unilaterales impuestas por Estados Unidos por la disputa sobre armas nucleares. Iran Air y Mahan Air afirmaron que se les había denegado el reabastecimiento. Una portavoz de Abu Dhabi Airports Company (ADAC) afirmó que existía un contrato para reabastecer vuelos de pasajeros iraníes y que ADAC continuaría haciéndolo. Un portavoz de la Autoridad de Aviación Civil del Reino Unido afirmó que la decisión de reabastecer o no los aviones era exclusivamente de proveedores independientes. El Ministerio de Transporte de Alemania afirmó que el reabastecimiento de combustible de aeronaves iraníes no estaba prohibido por las sanciones de la UE o la ONU, pero no especificó si alguna empresa de reabastecimiento independiente lo había negado. Más tarde ese mismo día, el Aeropuerto de Dubái reveló que seguía reabasteciendo a los vuelos de pasajeros iraníes que entraban y salían de Dubái. Al día siguiente, un portavoz de Irán afirmó que no se había impuesto tal limitación.
El 6 de julio de 2010, se anunció que la Comisión Europea prohibiría la entrada en la UE de toda la flota de Airbus A320, Boeing 727 y Boeing 747 de Iran Air por motivos de seguridad. Esta medida supuso un duro golpe para Iran Air, ya que limitó los vuelos a Europa con sus propios aviones. En 2012, la UE volvió a permitir el reabastecimiento de los aviones de Iran Air en aeropuertos europeos secundarios como Liubliana y Budapest, con el fin de mantener los contratos de reabastecimiento dentro de la UE, en lugar de permitir que se dirigieran a Serbia o, posteriormente, a Bielorrusia y Ucrania.
En enero de 2012, los vuelos de Iran Air con origen y destino en Londres-Heathrow operaban con una parada para repostar en el aeropuerto de Manston, en Kent. Sin embargo, el aeropuerto anunció en diciembre de 2011 la finalización de este acuerdo y que ya no reabastecería los aviones de la compañía. Este anuncio se produjo poco después del cierre de la embajada de Irán en Londres tras el saqueo de la embajada británica en Teherán. El aeropuerto recalcó que no había incumplido ningún acuerdo comercial, ya que no tenía vínculos con Estados Unidos.

### Levantamiento de sanciones y planes de modernización
En previsión de un acuerdo para el levantamiento de las sanciones, el presidente de Iran Air, Farhad Parvaresh, declaró que la aerolínea buscaría adquirir al menos 100 aviones de fuselaje ancho y de corto alcance.
| Fabricante | Aeronaves | Pedidos | Entregas | Valor del contrato (en millones) |
| ---------- | --------- | ------- | -------- | -------------------------------- |
| Airbus     | A320-200  | 6       |          | 606                              |
| Airbus     | A320neo   | 32      |          | 3232$                            |
| Airbus     | A321-200  | 9       | 1        | 946$                             |
| Airbus     | A330-200  | 9       | 2        | 1908$                            |
| Airbus     | A330-900  | 28      |          | 8299$                            |
| Airbus     | A350-1000 | 16      |          | 5864$                            |
|            | A380-800  | 12      |          | 5243$                            |
| Total      | Total     | 112     | 3        | 26.098$                          |
| Boeing     | 737 MAX 8 | 50      |          | 5620$                            |
| Boeing     | 777-300ER | 15      |          | 5207$                            |
| Boeing     | 777-9     | 15      |          | 6132$                            |
| Total      | Total     | 80      | 0        | 16.959$                          |
| ATR        | 72-600    | 20      | 13       | 109$                             |
| Total      | Total     | 212     | 16       | 43.166$                          |

El viernes 15 de enero de 2016, el presidente estadounidense Barack Obama autorizó a su secretario de Estado, John Kerry, a levantar las sanciones a la aviación civil iraní. Tras la implementación por parte de Irán del Plan de Acción Integral Conjunto (PAIC) el 16 de enero de 2016, se levantaron todas las sanciones a la aviación civil iraní. Como resultado, las aerolíneas iraníes, incluida Iran Air, obtuvieron permiso para comprar nuevas aeronaves civiles de cualquier fabricante, así como para repostar en todos los aeropuertos europeos, excepto en dos destinos suecos, Estocolmo y Gotemburgo, debido a que el proveedor de combustible BP seguía negándose a suministrar combustible a las aerolíneas iraníes.
El 24 de enero de 2016, Teherán albergó la Cumbre de Aviación de Irán CAPA, organizada por CAPA (Centro de Aviación), con el fin de reunir a las autoridades de aviación iraníes e internacionales para considerar los planes de desarrollo de la industria aeronáutica iraní. CAPA calculó el tamaño de la economía iraní entre las de Turquía y Australia, cuyas flotas de aerolíneas comerciales rondan las 500-600 aeronaves. Bombardier presentó sus modelos regionales durante la cumbre de CAPA en Teherán. En un comunicado, el Sr. Parvaresh anunció que su aerolínea preveía invertir entre 3000 y 5000 millones de dólares estadounidenses en la compra de aeronaves regionales de los fabricantes Airbus, Boeing, Bombardier y Embraer.

### Sanciones adicionales
El 8 de mayo de 2018, tras la retirada de Estados Unidos del acuerdo nuclear con Irán y como parte del restablecimiento de las sanciones estadounidenses contra Irán, levantadas en 2015, el secretario del Tesoro estadounidense, Steven Mnuchin, anunció la decisión de revocar todas las licencias de venta a Irán ya otorgadas a los fabricantes de aviones Boeing y Airbus tras un plazo de 90 días.
Se anunció que Iran Air tuvo que cancelar el pedido de aviones Boeing debido a la decisión del presidente Trump de reimponer las sanciones contra Irán. A pesar de ello, se ha anunciado que Iran Air seguirá recibiendo aviones ATR. Aún no se ha anunciado si se entregarán aviones Airbus. Cualquier avión que se entregue a Iran Air debe entregarse en un plazo de 90 a 180 días antes del inicio de las sanciones. Si bien miembros de la administración Trump han aconsejado a las empresas europeas que dejen de hacer negocios con Irán, Federica Mogherini afirmó que el objetivo europeo era "mantener y profundizar las relaciones económicas con Irán". Los expertos técnicos planean proponer maneras de evitar interrupciones en el transporte aéreo, marítimo y terrestre desde y hacia Irán, y mantener abiertos los canales para "transacciones bancarias efectivas".
En septiembre de 2024, Alemania, Francia y el Reino Unido anunciaron una nueva serie de sanciones contra Iran Air, restringiendo la capacidad de la aerolínea para operar en el espacio aéreo europeo. Ese mismo mes, el Departamento del Tesoro de Estados Unidos sancionó a Iran Air por su papel en la transferencia de armamento a Rusia durante la guerra entre Rusia y Ucrania. En octubre de 2024, la Unión Europea sancionó a Iran Air por su papel en la transferencia de misiles balísticos a Rusia.

## Organización
La aerolínea es propiedad en un 100% del Gobierno de Irán y emplea a 8.887 personas, incluyendo a 1198 personal de a bordo, 1732 ingenieros y expertos en mantenimiento y 885 en sus departamentos comerciales. Los restantes 1900 empleados trabajan en los aeropuertos o en otros departamentos de servicio de vuelo.

## Flota

### Flota actual
En la actualidad, la flota de Iran Air incluye las siguientes aeronaves:
| Aeronaves       | En servicio | Estacionados | Pasajeros                                          | Pasajeros                                          | Pasajeros                                          | Matrículas                                         | Antigüedad                                         | Notas                                              |
| Aeronaves       | En servicio | Estacionados | C                                                  | Y                                                  | Total                                              | Matrículas                                         | Antigüedad                                         | Notas                                              |
| --------------- | ----------- | ------------ | -------------------------------------------------- | -------------------------------------------------- | -------------------------------------------------- | -------------------------------------------------- | -------------------------------------------------- | -------------------------------------------------- |
| Airbus A300     | 2           | 3            | 26                                                 | 237                                                | 263                                                | EP-IBG                                             | 40,9 años                                          |                                                    |
| Airbus A300     | 2           | 3            | 22                                                 | 239                                                | 261                                                | EP-IBC                                             | 33,3 años                                          | Estacionado en THR desde 2025                      |
| Airbus A300     | 2           | 3            | 22                                                 | 239                                                | 261                                                | EP-IBD                                             | 32,3 años                                          |                                                    |
| Airbus A300     | 2           | 3            | 22                                                 | 239                                                | 261                                                | EP-IBA                                             | 31,6 años                                          |                                                    |
| Airbus A300     | 2           | 3            | 22                                                 | 239                                                | 261                                                | EP-IBB                                             | 31,5 años                                          | Estacionado en THR desde 2023                      |
| Airbus A310     | 1           | —            | 18                                                 | 190                                                | 208                                                | EP-IBK                                             | 32,4 años                                          |                                                    |
| Airbus A319     | 2           | —            | 12                                                 | 108                                                | 120                                                | EP-IEP                                             | 23,5 años                                          |                                                    |
| Airbus A319     | 2           | —            | 6                                                  | 114                                                | 120                                                | EP-IEQ                                             | 23,4 años                                          |                                                    |
| Airbus A320     | 1           | 1            | —                                                  | 180                                                | 180                                                | EP-IEF                                             | 33,4 años                                          |                                                    |
| Airbus A320     | 1           | 1            | —                                                  | 166                                                | 166                                                | EP-IEG                                             | 22,1 años                                          | Estacionado en THR desde 2025                      |
| Airbus A321-200 | —           | 1            | 12                                                 | 182                                                | 194                                                | EP-IFA                                             | 8,7 años                                           | Estacionado en THR desde 2023                      |
| Airbus A330-200 | 4           | —            | 18                                                 | 246                                                | 264                                                | EP-IJC                                             | 13,5 años                                          |                                                    |
| Airbus A330-200 | 4           | —            | 18                                                 | 246                                                | 264                                                | EP-IJD                                             | 13,1 años                                          |                                                    |
| Airbus A330-200 | 4           | —            | 32                                                 | 206                                                | 238                                                | EP-IJA                                             | 11,1 años                                          |                                                    |
| Airbus A330-200 | 4           | —            | 32                                                 | 206                                                | 238                                                | EP-IJB                                             | 10,7 años                                          |                                                    |
| ATR 72-600      | —           | 13           | —                                                  | 68                                                 | 68                                                 | EP-ITA                                             | 8,5 años                                           | Estacionado en THR desde 2022                      |
| ATR 72-600      | —           | 13           | —                                                  | 68                                                 | 68                                                 | EP-ITB                                             | 8,5 años                                           | Estacionado en THR desde 2020                      |
| ATR 72-600      | —           | 13           | —                                                  | 68                                                 | 68                                                 | EP-ITC                                             | 8,5 años                                           | Estacionado en THR desde 2021                      |
| ATR 72-600      | —           | 13           | —                                                  | 68                                                 | 68                                                 | EP-ITD                                             | 8,5 años                                           | Estacionado en THR desde 2019                      |
| ATR 72-600      | —           | 13           | —                                                  | 68                                                 | 68                                                 | EP-ITE                                             | 7,9 años                                           | Estacionado en THR desde 2021                      |
| ATR 72-600      | —           | 13           | —                                                  | 68                                                 | 68                                                 | EP-ITF                                             | 7,9 años                                           | Estacionado en THR desde 2024                      |
| ATR 72-600      | —           | 13           | —                                                  | 68                                                 | 68                                                 | EP-ITG                                             | 7,6 años                                           | Estacionado en THR desde 2024                      |
| ATR 72-600      | —           | 13           | —                                                  | 68                                                 | 68                                                 | EP-ITH                                             | 7,6 años                                           | Estacionado en THR desde 2022                      |
| ATR 72-600      | —           | 13           | —                                                  | 68                                                 | 68                                                 | EP-ITI                                             | 7,3 años                                           | Estacionado en BND desde 2025                      |
| ATR 72-600      | —           | 13           | —                                                  | 68                                                 | 68                                                 | EP-ITJ                                             | 7,3 años                                           | Estacionado en THR desde 2024                      |
| ATR 72-600      | —           | 13           | —                                                  | 68                                                 | 68                                                 | EP-ITK                                             | 7,1 años                                           | Estacionado en THR desde 2022                      |
| ATR 72-600      | —           | 13           | —                                                  | 68                                                 | 68                                                 | EP-ITL                                             | 7,1 años                                           | Estacionado en THR desde 2020                      |
| ATR 72-600      | —           | 13           | —                                                  | 68                                                 | 68                                                 | EP-ITM                                             | 7 años                                             | Estacionado en RAS desde 2025                      |
| Boeing 747-200  | 1           | —            | Carga                                              | Carga                                              | Carga                                              | EP-ICD                                             | 36,8 años                                          |                                                    |
| Fokker 100      | 3           | —            | —                                                  | 104                                                | 104                                                | EP-IDF                                             | 34,7 años                                          |                                                    |
| Fokker 100      | 3           | —            | —                                                  | 104                                                | 104                                                | EP-CFR                                             | 33,3 años                                          |                                                    |
| Fokker 100      | 3           | —            | —                                                  | 104                                                | 104                                                | EP-CFM                                             | 33,2 años                                          |                                                    |
| Total           | 14          | 18           | Edad media de la flota (julio de 2025): 18,8 años. | Edad media de la flota (julio de 2025): 18,8 años. | Edad media de la flota (julio de 2025): 18,8 años. | Edad media de la flota (julio de 2025): 18,8 años. | Edad media de la flota (julio de 2025): 18,8 años. | Edad media de la flota (julio de 2025): 18,8 años. |

A causa de las sanciones impuestas por las autoridades estadounidenses, las aerolíneas iraníes solamente pueden adquirir aeronaves con al menos 7 años de antigüedad, y pueden ser adquiridas únicamente a través de intermediarios en lugar de comprarlos directamente a Airbus o Boeing. 

### Flota histórica
| Aeronaves               | Total | Introducido | Retirado | Matrículas |
| ----------------------- | ----- | ----------- | -------- | --- |
| Airbus A340-200         | 1     | 2007        | 2007     | YV1004 (arrendado a Conviasa)                                                                                         |
| Boeing 707              | 13    | 1973        | 2002     | G-APFK, N794EP, LX-LGV, EP-IRJ, EP-IRK, N451PA (rrg. N451RN), N473RN, ET-ACD, EP-IRL, EP-IRM, EP-IRN, EP-NHW y EP-NHA |
| Boeing 727-100          | 6     | 1965        | 2000     | N68650, EP-PLN, EP-IRA, EP-IRB, EP-IRC y EP-IRD                                                                       |
| Boeing 727-200          | 6     | 1974        | 2014     | EP-IRP, EP-IRR, EP-IRS, VH-TBL, EP-IRT y EP-IRU                                                                       |
| Boeing 737-200          | 6     | 1971        | 2008     | EP-IRF, EP-IRG, EP-IRH, EP-IRI, EP-IGA y EX-009                                                                       |
| Boeing 747-100          | 10    | 1974        | 1987     | EP-IAM, EP-NHK, EP-NHV, EP-NHD, LX-KCV, LX-NCV, LX-LCV, LX-MCV, N652PA y N659PA                                       |
| Boeing 747-200          | 8     | 1976        | —        | EP-IAG, EP-IAH, EP-IAI, EP-ICA, EP-ICB, EP-ICC, EP-NHN y J2-LBB                                                       |
| Boeing 747SP            | 4     | 1976        | 2016     | EP-IAA, EP-IAB, EP-IAC y EP-IAD                                                                                       |
| Convair CV-240          | 2     | 1956        | 1960     | EP-ADY y EP-ADX |
| Curtiss C-46 Commando   | 2     | 1951        | c. 1955  | EP-ACM y EP-ACW |
| Douglas DC-3/C-47       | 12    | 1945        | 1967     | EP-ABB, EP-ADI, EP-AED, EP-ACL, EP-AAG, EP-ACJ, EP-AEG, EP-AEH, EP-AAK, EP-AEE, ET-AAJ y EP-AEF                       |
| Douglas DC-4/C-54       | 3     | 1955        | 1961     | EP-ADZ, EP-ADJ y EP-ADK                                                                                               |
| Douglas DC-6            | 7     | 1961        | 1974     | EP-AET, EP-AES, EP-AEU, EP-AEY, EP-AEV, EP-AEX y EP-AEW                                                               |
| Douglas DC-8            | 1     | 1976        | 1976     | PH-MAS |
| Fokker F27 Friendship   | 5     | 1972        | 1995     | PH-IOK, EP-IOS, EP-IOT, EP-IAJ y EP-IAK                                                                               |
| Fokker F28 Fellowship   | 1     | 1971        | 1971     | PH-FPT |
| McDonnell Douglas DC-9  | 1     | 1976        | 1976     | PH-MAX |
| McDonnell Douglas MD-82 | 5     | 2013        | 2022     | EP-CBD, UR-BXI, UR-BXM, UR-CHX y UR-CJZ                                                                               |
| Sud-Ouest Bretagne      | 1     | 1950        | 1951     | EP-AAM |

## Accidentes e incidentes

### Resumen
Antes de que las dos compañías se fusionaran en 1962 para formar Iran Air, Iran Airways y Persian Air Services tenían varios aviones pérdida de casco.  y Irán Air perdió varios DC-9 Desde 1962, Iran Air ha tenido más de una docena de pérdidas de casco de aviones en accidentes y disparos. -abajo del Vuelo 655 de Iran Air; la aerolínea también ha experimentado veinte incidentes de secuestro en su avión.
Incidentes notables
- El 14 de septiembre de 1950, un DC-3 de Iran Airways, matrícula EP-AAG, con destino a Arabia Saudita, se estrelló poco después de despegar del aeropuerto internacional de Teherán Mehrabad. Las nueve personas a bordo, todos empleados de la aerolínea, murieron.[43]
- El 25 de diciembre de 1952, un Douglas DC-3 de Iran Airways con veintiún pasajeros y una tripulación de cuatro personas a bordo se estrelló mientras se aproximaba al aeropuerto de Teherán. Hubo un sobreviviente.[44]
- En la tarde del 21 de enero de 1980, un Boeing 727-100 que operaba como el vuelo 291 de Iran Air golpeó un terreno elevado al norte de Teherán en una tormenta de nieve durante su aproximación al aterrizaje en el aeropuerto Mehrabad de Teherán, después de que el piloto no siguiera el camino correcto hacia la pista. Los 128 pasajeros y la tripulación a bordo murieron.[45]
- El 3 de julio de 1988, el vuelo 655 de Iran Air sobrevolaba el golfo Pérsico de camino a Dubái desde Bandar Abbas. Según la versión estadounidense de los hechos, la tripulación del crucero USS  Vincennes de la Marina de los Estados Unidos confundió el avión con un avión de combate Grumman F-14 Tomcat de la Fuerza Aérea iraní y el crucero derribó el avión con un misil, matando a los 16 tripulantes y 274 pasajeros. Irán sostiene que fue un acto intencional de barbarie.